# Dernière des grandes puissances
La « dernière des grandes puissances » est une une façon de conceptualiser le statut international de l'Italie,,,. Ce concept est né de l'unification du pays à la fin du XIXe siècle, lorsque l'Italie a été admise dans le concert des puissances. Aujourd'hui, l'Italie participe également au concert des grandes puissances via des plateformes telles que le trio de l'UE, le Quintet de l'OTAN, le G7 et divers groupes de contact internationaux,,,,,. L'Italie est également l'un des principaux bailleurs de fonds de l'ONU et de l'UE, le pays leader de l'Union pour le Consensus, et est l'un des États de l'ONU de la plus haute importance dans la fourniture de services maritimes, de transport aérien et de développement industriel. Les termes alternatifs utilisés par les universitaires et les observateurs pour décrire ce concept incluent « puissance majeure intermittente » et « petite grande puissance »,.

## Forces et faiblesses
L'Italie peut compter sur une vaste économie avancée, (en termes de richesse nationale, de richesse nette par habitant et de PIB national), une industrie manufacturière forte (au 7ème rang sur la liste des pays en termes de production manufacturière), un grand marché de produits de luxe, un budget national important, et la troisième plus grande réserve d'or au monde. Il possède l'un des DTS et du pouvoir de vote les plus importants du FMI. Le pays est une superpuissance culturelle et entretient des liens étroits avec le reste du monde catholique en tant que patrie du Pape. L'Italie est un acteur clé dans le maintien de la sécurité internationale, en particulier dans la région méditerranéenne au sens large, en assurant des fonctions de police de l'air pour ses alliés et en commandant des forces multinationales dans les pays étrangers. Le pays a donc développé des capacités militaires considérables en construisant deux porte-avions et en établissant quelques bases militaires à l'étranger. La marine italienne a été la première à lancer depuis la mer un missile balistique à portée intermédiaire, un UGM-27 Polaris lancé depuis le croiseur Giuseppe Garibaldi. Le pays abrite deux bases nucléaires et, dans le cadre du programme de partage nucléaire de l'OTAN, dispose donc d'une capacité nucléaire de représailles bien qu'il soit théoriquement un État non nucléaire. Selon l'ancien président italien Francesco Cossiga, les plans de représailles nucléaires de l'Italie pendant la guerre froide consistaient à cibler des armes nucléaires en Tchécoslovaquie et en Hongrie au cas où l'Union soviétique mènerait une guerre nucléaire contre l'OTAN. Il a reconnu la présence d'armes nucléaires américaines en Italie et a spéculé sur la présence possible d'armes nucléaires britanniques et françaises. L'Italie a secrètement développé son propre programme d'armes nucléaires, notamment en collaboration avec la France et l'Allemagne, mais a abandonné ces projets lorsqu'elle a rejoint le programme de partage nucléaire,. Le pays a développé le système ABM PAAMS. Elle a développé plusieurs lanceurs spatiaux comme Alfa et plus récemment Vega. Ces dernières années, sous les auspices de l'agence spatiale européenne, il a démontré sa capacité à assurer la rentrée et l'atterrissage d'un vaisseau spatial, l'Intermediate eXperimental Vehicle. L'Italie abrite l'un des deux centres d'opérations au sol du système mondial de navigation par satellite Galileo.
L'Italie contribue grandement à la recherche scientifique et exploite certaines stations de recherche permanentes en Antarctique. En termes de capacité de vol spatial, le pays possède le Centre spatial Broglio. Le pays est un contributeur majeur à l'Agence spatiale européenne et à la Station spatiale internationale.
La faiblesse et les problèmes structurels de l'Italie comprennent : l'instabilité politique interne, une dette publique importante, une productivité économique en baisse, une faible croissance économique (notamment au cours des dix dernières années), ainsi qu'une fracture socio-économique Centre-Nord/Sud importante.